# Camille Jones
Camille Jones, née à Copenhague en 1974, est une chanteuse danoise. En France, Camille Jones s'est fait connaitre grâce à son duo avec le DJ néerlandais Fedde Le Grand pour The Creeps en 2005.

## Discographie

### Albums
- Daddy Would Say (2000, Offbeat Records)
- Surrender (2004, Offbeat Records)

### Singles
- The Creeps (feat. Fedde Le Grand) (2005)